# Laura Montalvo
Laura Montalvo (* 29. März 1976 in Buenos Aires) ist eine ehemalige argentinische Tennisspielerin.

## Karriere
Montalvo gewann in ihrer Karriere (ab 1994) neun Doppeltitel auf der WTA Tour sowie zwei Einzel- und neun Doppeltitel auf ITF-Turnieren.
Als Doppelspezialistin, meist an der Seite von Paola Suárez, mit der sie zwölf Mal zusammen erfolgreich war, stieß sie im Mai 2001 in der Doppel-Weltrangliste bis auf Position 23 vor. Zweimal kam sie bei Doppelkonkurrenz von Grand-Slam-Turnieren bis ins Viertelfinale, 1998 in Wimbledon und 2000 bei den French Open.
Zwischen 1997 und 2001 wurde sie in der argentinischen Fed-Cup-Mannschaft eingesetzt; dabei gelangen ihr elf Siege (bei 7 Niederlagen).
Nach den French Open 2004 beendete sie ihre Karriere.

## Turniersiege

### Einzel
| Nr. | Datum             | Turnier       | Kategorie   | Belag     | Finalgegnerin | Ergebnis      |
| --- | ----------------- | ------------- | ----------- | --------- | ------------- | ------------- |
| 1.  | 15. Dezember 1996 | São Paulo     | ITF $10.000 | Hartplatz | Renee Reid    | 6:2, 5:7, 6:3 |
| 2.  | 26. Oktober 1997  | Novo Hamburgo | ITF $10.000 | Hartplatz | Vanessa Menga | 6:3, 6:0      |

### Doppel
| Nr. | Datum              | Turnier               | Kategorie    | Belag     | Partnerin        | Finalgegnerinnen                         | Ergebnis      |
| --- | ------------------ | --------------------- | ------------ | --------- | ---------------- | ---------------------------------------- | ------------- |
| 1.  | 17. Dezember 1995  | San Miguel de Tucumán | ITF $50.000  | Sand      | Paola Suárez     | Larissa Schaerer Veronica Stele          | 6:2, 7:6      |
| 2.  | 11. Februar 1996   | Mar del Plata         | ITF $50.000  | Sand      | Paola Suárez     | Marion Maruska Noelle Van Lottum         | 6:3, 6:1      |
| 3.  | 5. Mai 1996        | Bol                   | WTA Tier IV  | Sand      | Paola Suárez     | Alexia Dechaume-Balleret Alexandra Fusai | 6:7, 6:3, 6:4 |
| 4.  | 22. September 1996 | Sofia                 | ITF $25.000  | Sand      | Lenka Němečková  | Teodora Nedewa Antoaneta Pandscherowa    | 6:2, 6:0      |
| 5.  | 1. Dezember 1996   | São Paulo             | ITF $10.000  | Hartplatz | Luciana Tella    | Miriam D’Agostini Andrea Vieira          | 6:3, 6:4      |
| 6.  | 8. Dezember 1996   | São Paulo             | ITF $10.000  | Hartplatz | Luciana Tella    | Susie Starrett Paige Yaroshuk            | 2:6, 6:3, 7:5 |
| 7.  | 4. Mai 1997        | Bol                   | WTA Tier IV  | Sand      | Henrieta Nagyová | María José Gaidano Marion Maruska        | 6:3, 6:1      |
| 8.  | 5. Oktober 1997    | Buenos Aires          | ITF $10.000  | Sand      | Mercedes Paz     | Celeste Contin Romina Ottoboni           | 4:6, 6:2, 6:4 |
| 9.  | 2. November 1997   | Mogi das Cruzes       | ITF $25.000  | Sand      | Mercedes Paz     | Miriam D’Agostini Vanessa Menga          | 6:2, 6:0      |
| 10. | 2. Mai 1998        | Bol                   | WTA Tier IV  | Sand      | Paola Suárez     | Joannette Kruger Mirjana Lučić           | kampflos      |
| 11. | 12. Juli 1998      | Maria Lankowitz       | WTA Tier IV  | Sand      | Paola Suárez     | Tina Križan Katarina Srebotnik           | 6:1, 6:2      |
| 12. | 11. Oktober 1998   | Santiago              | ITF $25.000  | Sand      | Paola Suárez     | Miriam D’Agostini Katalin Marosi         | 6:1, 6:2      |
| 13. | 24. Oktober 1998   | Montevideo            | ITF $25.000  | Sand      | Paola Suárez     | Eva Bes Ostariz Maria-Fernanda Landa     | 6:2, 6:2      |
| 14. | 16. Juli 1999      | Sopot                 | WTA Tier III | Sand      | Paola Suárez     | Gala León García María Sánchez Lorenzo   | 6:4, 6:3      |
| 15. | 10. Oktober 1999   | São Paulo             | WTA Tier IVa | Sand      | Paola Suárez     | Janette Husárová Florencia Labat         | 6:7, 7:5, 7:5 |
| 16. | 13. Februar 2000   | Bogotá                | WTA Tier IVa | Sand      | Paola Suárez     | Rita Kuti Kis Petra Mandula              | 6:4, 6:2      |
| 17. | 20. Februar 2000   | São Paulo             | WTA Tier IVa | Sand      | Paola Suárez     | Janette Husárová Florencia Labat         | 5:7, 6:4, 6:3 |
| 18. | 16. Juli 2000      | Klagenfurt            | WTA Tier III | Sand      | Paola Suárez     | Barbara Schett Patty Schnyder            | 7:65, 6:1     |